# Pälsmal
Pälsmal (Tinea pellionella) är en fjärilsart som beskrevs av Carl von Linné 1758. Pälsmal ingår i släktet Tinea och familjen äkta malar. Arten är reproducerande i Sverige. Inga underarter finns listade.

## Bildgalleri

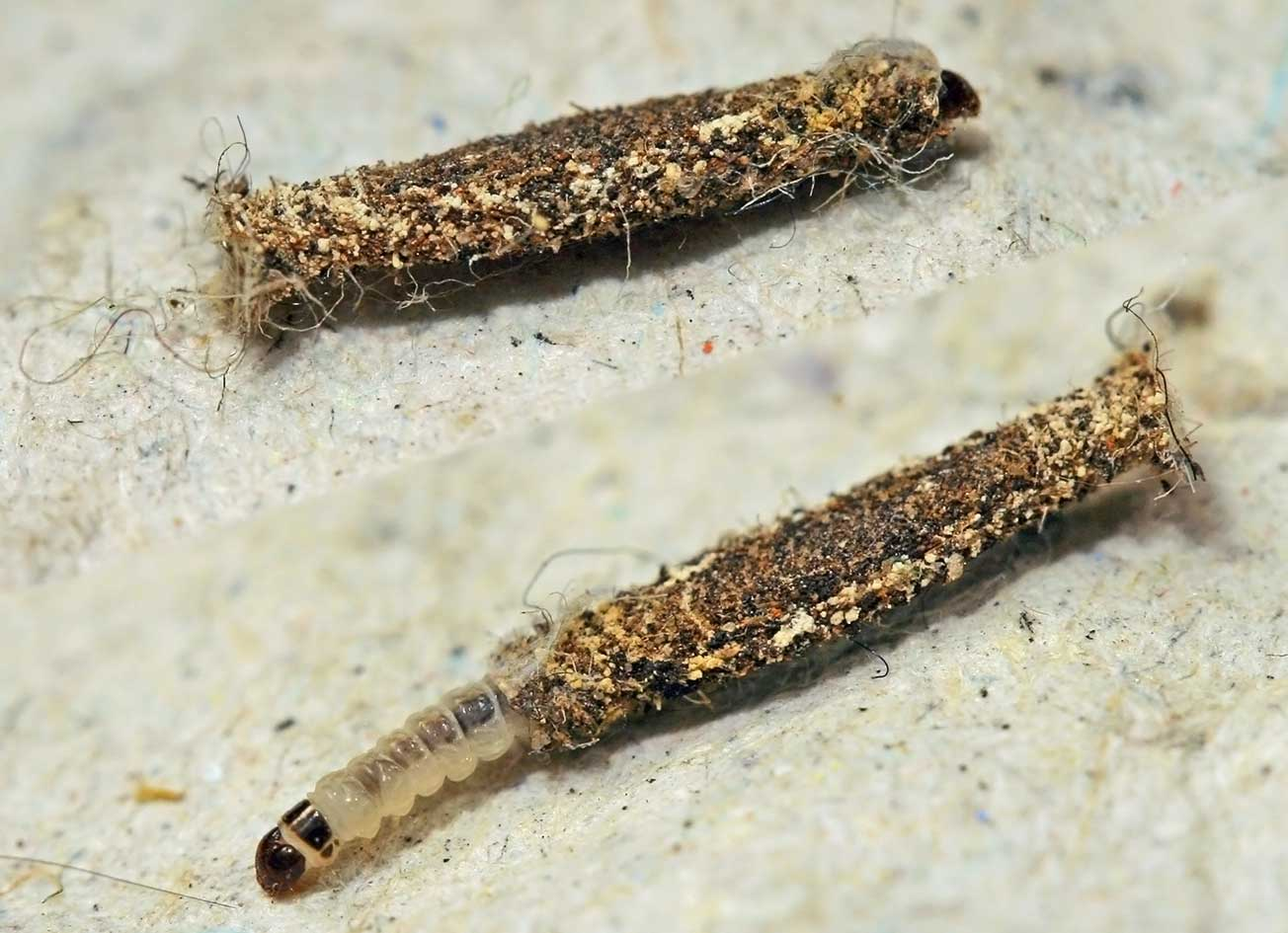